# 山辺安之助
山辺 安之助（やまべ やすのすけ（やまのべ、とする場合も）、1867年（慶応3年） - 1923年（大正12年）7月9日）は、白瀬矗の南極探検隊に樺太犬の犬ぞり担当として参加した樺太アイヌ。アイヌ名「ヤヨマネクㇷ」（Yayomanekuh）。樺太アイヌの指導者として、集落の近代化や、子どもたちへの教育に尽力した。著書に『あいぬ物語』（樺太アイヌ語による口述を金田一京助が筆記）。口承文芸の語り手としてもヤシノスケ（Jasinoske）という名前で、ポーランド人の民族学者ブロニスワフ・ピウスツキに説話を語っており、その説話はMaterials for the Study of the Ainu Language and Folklore (Cracow, 1912)に収録されている（21～23話）。
また、2020年に直木賞を受賞した川越宗一の歴史小説『熱源』は、山辺を主人公としている。

## 生涯
1867年（慶応3年）、箱館奉行の治世、当時公儀御料であった北蝦夷地（樺太）小実領弥満別（やまべつ）で誕生。山辺姓は、彼の出生地にちなむという。
両親を幼い頃に亡くし、親戚により養育される。出生に先立ち1854年（安政元年）の日露和親条約では、樺太における日露国境を決めることができず南部と北部は無国境状態のままであり、生年の1867年（慶応3年）に樺太雑居条約で樺太全島が日露雑居地とされて以降、安之助の故郷の樺太南部にもじわじわとロシア人が侵入しはじめていた（ロシア軍艦対馬占領事件や帝国主義・南下政策も参照）。当時の現地は1873年の資料によると、樺太アイヌ人口は2372人であった。
1875年（明治8年）、樺太・千島交換条約によって樺太は国力の劣る日本の手を離れ、ロシア領とされた。樺太場所請負人の栖原家と雇用関係にあるなど、和人と関係が深かった亜庭湾周辺の樺太アイヌ108戸、841人が北海道に移住する際に9歳の山辺も同行。開拓使の役人松本十郎は樺太に近い北見国宗谷郡への定住のため奔走したがむなしく、樺太放棄を推進した黒田清隆によって樺太アイヌたちは宗谷から石狩国札幌郡対雁（ついしかり）村（現江別市）への移住を余儀なくされるが、農業化に失敗し生活は困窮した。山辺は1878年に開設された教育所の「対雁学校」に入学、日本語教育を受ける。
1884年（明治17年）には、対雁の樺太アイヌのほとんどが石狩川右岸の来札に移住し漁業に従事するようになる。しかし、1886年（明治18年）から翌年にかけてコレラと天然痘が流行し、多くの樺太アイヌが死亡した（江別市の調査では366人）。山辺は「明治19年（註：1887年）の夏から秋まで段々激烈になって冬から春にかけて物が沈んでゆくように親戚の人や友達が後から後から私を置いて世を去った」と語っている。
26歳になる年の1893年（明治26年）、山辺は小さな船に乗り、13人の同行者（家族および知人）とともに、ロシア領となっていた樺太に自力で帰郷すると、トンナイチャ（富内郡富内村）の総代だったラマンテ（東内忠蔵）のところに落ち着く。当時の樺太では、日本の漁業権が認められており、山辺は良心的な漁場主として樺太アイヌに信頼されていたとされる。秋田県象潟の商家「角丁」の佐々木平次郎が経営するニシン、サケ、マスの漁場で働く。番屋はオホーツク海と富内湖の接する場所にあった。また、民族学者のブロニスワフ・ピウスツキと知り合い、樺太アイヌの古謡や古伝を伝える。
1904年（明治37年）2月、日露戦争が勃発し、ロシア軍の攻撃で佐々木漁場の番屋と倉庫をすべて焼失。山辺は日本側について物資輸送や偵察に協力した。樺太戦役当時の様子は富内郡#郡発足までの沿革も参照されたい。後述する南極探検後に日露戦争の功績として、アイヌでは初の勲八等瑞宝章を授与される。表彰金70円が出たが、山辺は「金を貰うためにロシアと戦ったのではない」として村に寄付した。
1905年（明治38年）、日露戦争終結。ポーツマス条約で南樺太は日本領に復帰した。1907年（明治40年）、金田一京助が樺太を初調査。ラマンテから英雄叙事詩（ハウキ）を聞き取る際、日本語が堪能な副総代の山辺が協力した。金田一は山辺について「六尺豊かな風貌だが、話してみると物腰の静かなやさしく穏やかな人柄」と述懐している。この英雄叙事詩（ハウキ）は『北蝦夷古謡遺篇』（1914年）として刊行されている。採集の経緯については随筆「片言をいうまで」に詳しい。
1909年（明治42年）、山辺はトンナイチャの総代となり、樺太アイヌのための最初の学校を富内村西部のオチョポカ（落帆）に建設する（佐々木漁場が資金支援をおこなう）。
43歳になる1910年（明治43年）8月、樺太日日新聞（樺太新聞）の依頼で樺太犬を集める過程で南極探検参加を決意。9月25日、樺太犬20頭とトンナイチャを出発。上京し、南極への出発前に金田一京助を訪ね、『北蝦夷古謡遺篇』の翻訳に関する質問を受けている。11月29日、白瀬やもう1人の樺太アイヌ花守信吉とともに、東京港の芝浦埠頭から開南丸で南極に出発した。1911年（明治44年）3月に開南丸は南極圏に到達したが、ほとんどの犬が死ぬ。シドニーに撤退後、11月に樺太犬30頭を投入し、南極圏へ再挑戦する。1912年（明治45年）1月17日に開南丸はロス棚氷に接岸。1月28日、探検隊は南緯80度5分、西経165度37分に到達した。2月4日、悪天候に遭い緊急離岸。流氷に取り囲まれ、犬を6頭しか収容できず20頭が置き去りとなる。6月、開南丸は東京に帰着した。
1913年（大正2年）、『あいぬ物語』が博文館より出版される。山辺は落帆で開拓に取り組み、半農半漁による集落の収入安定を図った。
1923年（大正12年）7月9日 、落帆で病没。56歳。盛大な葬儀が営まれる。

## 語録
- 「アイヌを救うものは、決してなまやさしい慈善などではない。宗教でもない。善政でもない。ただ教育だ。」—『あいぬ物語』より。
- 「今度、樺太から連れてきた犬は強壮で、年齢は3歳から6歳までの白、黒、ぶちの3種で、樺太日日新聞社が探検隊の壮挙に賛同して、多くの同志から募集したものです。これらは樺太東海岸富内村の産から選びました。（中略）その勇敢な姿、雄々しい働きは内地の犬には見られないでしょう。（中略）私の飼育していた5頭の犬は実の子供のように思っています。樺太出発からほぼ2カ月の間20頭の犬と起居を共にして、さらに数千里の波濤を蹴って南極の地を踏むかと思えば何ともいえぬ感にうたれます」— 1910年11月3日、『樺太日日新聞』への談話より。
- 「昨日承諾し、今日違約したら『やっぱりアイヌだなぁ』とさげすまれる。それは我慢できない」—『あいぬ物語』より。白瀬の南極探検が国家事業ではないとして参加取りやめを勧める地質学者に対して。

## 落帆

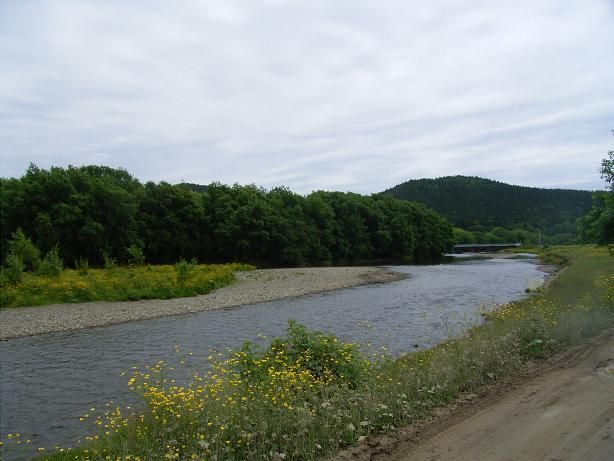
落帆川（ロシア・コルサコフ市、2004年7月撮影）

落帆（オチホ）は樺太東海岸、落帆川の河口近くの地名。もとはアイヌ語のオチョポッカ＝オチョポㇹカ（Ocopohka）。「魚がいるところ」が語源であると言われる。
江戸時代には、北蝦夷地（樺太）御直場所差配人元締役・松川弁之助が会所（運上屋）を置き、漁場を開設していた。
日露戦争後、山辺安之助が率いる樺太アイヌの集落と、漁業、林業に携わる和人の集落が設けられた。また、沿岸の漁場も分かれていた。山辺が創設したアイヌのための学校はその後、和人の小学校と統合される。1945年（昭和20年）、日ソ中立条約を破棄したソ連軍の樺太侵攻後、1948年（昭和23年）に樺太アイヌの大半はソ連によって北海道以南に追放され、離散を余儀なくされた。
アイヌ語研究者・金田一京助が樺太でのアイヌ語初調査の際、滞在したことで知られる。そこでの経験をつづった随筆「心の小道」は非常に有名で国語の教科書に何度も掲載された。
日本統治時代、1923年まで行政的には落帆村であったが、富内村と合併し、富内村の一部となった。
落帆周辺は、現在はサハリン州コルサコフ市の管轄でレスノエ村（Lesnoe）と呼ばれている。

## 花守信吉
白瀬隊のもう1人の樺太アイヌ隊員、花守信吉はアイヌ名シㇱラトカ（Sisratoka）。多来加（タライカ）の首長の子孫。10頭の樺太犬を率いて白瀬の南極探検に参加する。山辺同様、民族学者ピウスツキに多くの説話を伝える。

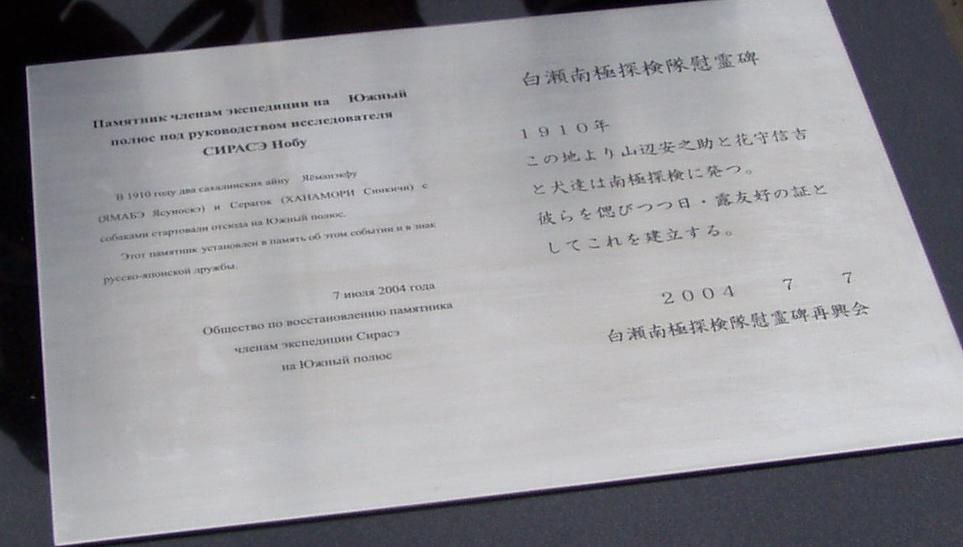
2004年7月、旧落帆集落に設けられた南極探検碑